# 김남걸
김남걸(1988년 1월 6일 ~ )은 대한민국의 축구 선수이며, 포지션은 수비수이다.